# Cinetus cameroni
Cinetus cameroni är en stekelart som beskrevs av Jean-Jacques Kieffer 1910. Cinetus cameroni ingår i släktet Cinetus, och familjen hyllhornsteklar. Arten är reproducerande i Sverige.